# Coetus Internationalis Patrum
Der Coetus Internationalis Patrum (etwa: Internationaler Bund der Väter), kurz Coetus, war eine lose Vereinigung konservativer Bischöfe während des Zweiten Vatikanischen Konzils. 

## Geschichte
Der Gruppe gehörten circa 250 Mitglieder an, unter anderem die Kardinäle Giuseppe Siri, Arcadio María Larraona CMF, Rufino Jiao Santos, Alfredo Ottaviani, Michael Browne OP und Ernesto Ruffini. Auch Erzbischof Marcel Lefebvre CSSp, Erzbischof Geraldo de Proença Sigaud SVD, Bischof José Maurício da Rocha und Bischof Antônio de Castro Mayer organisierten sich im Coetus.
Obwohl der Coetus keine kirchliche Organisation im engeren Sinn war, verstanden sich seine Mitglieder als zusammengehörig im Sinne ihrer Ziele. Hauptanliegen des Coetus war die theologische Fortführung der Kirche auf Basis des päpstlichen Lehramts.